# Pedro Fajardo, I marchese dei Vélez
Pedro Fajardo y Chacón (Murcia, 1478 circa – 1542) è stato un politico e militare spagnolo appartenente alla Casa di Fajardo, che tra l'altro, fu I Marchese dei Vélez.

## Biografia

Stemma della famiglia Fajardo.

Figlio di Juan Chacón, contabile maggiore del Regno di Castiglia, maggiordomo maggiore di Isabella la Cattolica e membro dei Tredici dell'Ordine di Santiago, e di sua moglie Luisa Fajardo y Manrique, IV Signora di Molina de Segura, II Signora di Cartagena e dell'Adelantado maggiore del Regno di Murcia, che servì suo marito come consorte.
Il 12 settembre 1507 la Regina Giovanna di Castiglia gli concedette il Marchesato dei Vélez a titolo di compensazione per l'incorporazione della Signoria di Cartagena, proprietà di don Pedro, nella Corona di Castiglia.
Inoltre, fu V Signore di Molina de Segura, Adelantado maggiore e Capitano generale del Regno di Murcia, guardiano dei castelli di Murcia e Lorca, Commendatore di Caravaca, Commendatore maggiore di León, membro dei Tredici dell'Ordine di Santiago, membro del Consiglio dei Re Cattolici e continuo della loro Casa, membro del Consiglio di Stato di Filippo II di Spagna e Maggiordomo maggiore della Regina Anna d'Austria, quarta sposa di Filippo II.
Nella Guerra delle Comunità di Castiglia simpatizzó con i comuneros, per poi schierarsi a fianco di Carlo I di Spagna al fine di ottenere il favore reale .
Nel suo ruolo di mecenate, va posta in evidenza la costruzione del Castillo de Vélez-Blanco (Almería), edificio realizzato tra il 1506 e il 1513.

## Matrimoni e discendenza
Pedro Fajardo contrasse il primo matrimonio con Magdalena Manrique, figlia di Pedro Manrique de Lara y Figueroa, II Conte di Paredes de Nava, che fu annullato per mancanza di successione.
In seconde nozze, si sposò nel mese di febbraio 1508 nella Chiesa di San Martín a Cuéllar (Segovia) con Mencía de la Cueva y Mendoza, figlia di Francisco I Fernández de la Cueva y Mendoza, II Duca di Alburquerque, II Conte di Ledesma e Conte di Huelma e della sua seconda moglie Francisca de Toledo, figlia dei primi Duchi di Alba; da questo matrimonio nacque il suo figlio primogenito:
- Luis Fajardo y de la Cueva, II Marchese dei Vélez, I Marchese di Molina (1535).

Infine, contrasse il terzo e ultimo matrimonio nel 1520 con Catalina de Silva y Toledo, figlia di Juan II de Silva, III Conte di Cifuentes e di Catalina de Toledo, figlia dei primi Duchi di Alba. Da questo matrimonio nacquero i seguenti figli:
- Juan Fajardo de Silva, progenitore dei Marchesi di San Leonardo.
- Pedro Fajardo de Silva, sposato con Catalina de Benavides, senza eredi.
- Isabel de Silva Fajardo, sposata con Pedro Niño de Conchillos, Signore di Nuez.
- Ana Fajardo, sposata con Juan Manrique de Lara.
- Francisca de Silva, sposata con Antonio de Velasco y Rojas, II Signore di Villerías de Campos.
- Juana Fajardo de Silva, sposata con Enrique Enríquez de Guzmán, della Casa di Alba de Aliste.
- altri figli furono Gonzalo, Luis, Clara e María Fajardo.